# وليام برادلي أومستد
وهو سياسي أمريكي ينتمي إلى الحزب الديمقراطي ولد وليام برادلي أومستد في 13 أيار - مايو من سنة 1895 في مقاطعة دورهام في ولاية كارولينا الشمالية حصل أومستد عام 1916 على درجة البكالوريوس في التاريخ من جامعة كارولاينا الشمالية في تشابل هيل ثم شارك بعدها في الحرب العالمية الأولى. درس أومستد القانون في كلية ترينيتي (الآن جامعة ديوك) وبدأ حياته المهنية في عام 1921 كمحام في مقاطعة دورهام كان أومستد عضوا في مجلس النواب الأمريكي ما بين الأعوام 1933 إلى عام 1939 ومن ثم أصبح عضوا في مجلس الشيوخ الأمريكي ما بين الأعوام 1946 إلى عام 1948 أصبح أوستد حاكما على ولاية كارولينا الشمالية في سنة 1953 توفي وليام برادلي أومستد في 7 تشرين الثاني - نوفمبر من سنة 1954 في ولاية كارولينا الشمالية.